# دانيال سانتياغو
دانيال سانتياغو (بالإنجليزية: Daniel Santiago) مواليد 24 يونيو 1976، هو لاعب كرة سلة من بورتوريكو ولد في الولايات المتحدة يلعب في دوري بورتوريكو لكرة السلة ويحمل الرقم 25. يبلغ طوله 7 قدم 1 بوصة (2.2 م).

## فرق لعب لها
- بالاكانسترو فاريزي
- فينيكس صنز
- فيرتوس روما
- ميلووكي باكز
- نادي برشلونة لكرة السلة

## الميداليات
| الميدالية | المسابقة                             |
| --------- | ------------------------------------ |
| فضية      | بطولة أمم الأمريكتين لكرة السلة 2009 |
| فضية      | بطولة أمم الأمريكتين لكرة السلة 2013 |

## روابط خارجية
- دانيال سانتياغو على موقع الاتحاد الدولي لكرة السلة (الإنجليزية)
- دانيال سانتياغو على موقع الدوري الأوروبي لكرة السلة (الإنجليزية)
- دانيال سانتياغو على موقع إن بي أي (الإنجليزية)
- دانيال سانتياغو على موقع سبورتس رفرنس (الإنجليزية)
- دانيال سانتياغو على موقع الدوري الإسباني لكرة السلة (الإسبانية)
- دانيال سانتياغو على موقع كرة السلة الأوروبية.كوم (الإنجليزية)
- دانيال سانتياغو على موقع كلية كرة السلة في سبورتس رفرنس.كوم (الإنجليزية)
- دانيال سانتياغو على موقع ريلجم (الإنجليزية)
- دانيال سانتياغو على موقع بروبوليرز (الإنجليزية)
- دانيال سانتياغو على موقع سبورتس رفرنس (الإنجليزية)